# Cantley, Kanada
Cantley är en kommun i provinsen Québec i Kanada. Den ligger i regionen Outaouais, i den sydöstra delen av landet, mellan 11 och 26 km norr om huvudstaden Ottawas centrum. Kommunen bildades 1989 runt byn med samma namn som hade tillhört Gatineau från 1975 och Touraine (Hull-Partie-Est) innan dess.